# Грей, Майкл (диджей)
Майкл Энтони Грей (англ. Michael Anthony Gray; род. 25 июля 1966, Кройдон, Большой Лондон) — британский диджей и музыкальный продюсер. Он также является частью продюсерской команды Full Intention.

## Карьера
Прорывом для музыканта стала выпущенная в 2004 году песня «The Weekend» и ставшая мировым хитом в конце того же года. Она достигла пика на 7-м месте в британском чарте синглов. В Соединенных Штатах «The Weekend» был топ-10 хитом в чарте Billboard Hot Dance Airplay в 2005 году, где он был выпущен на Ultra Records. Песня прозвучала в рекламе Honda, а также в  эпизод «Выбор Софи» сериала «Дурнушка» в 2007 году.
Продолжением «The Weekend» стал «Borderline» с вокалом Шелли Пул, выпущенный 24 июля 2006 года. Трек достиг 3-го места в австралийском чарте ARIA Club и 12-го места в чарте UK Singles Chart. В 2007 году был выпущен его дебютный альбом Analog Is On. Третий сингл, «Somewhere Beyond», достиг 5-го места в австралийском чарте ARIA Club.

## Дискография

### Альбомы
- 2007 — Analog Is On

### Синглы
- 2004 — «The Weekend»
- 2006 — «Borderline»
- 2007 — «Somewhere Beyond»
- 2008 — «Ready For This»
- 2009 — «Say Yes»
- 2013 — «The Underground»
- 2013 — «My World»
- 2016 — «Walk Into The Sun 2016»